# المار راهن
المار راهن (استونیایی: Elmar Rähn; ۳ دسامبر ۱۹۰۴ – ۳ ژانویهٔ ۱۹۹۶) ورزشکار دهگانه اهل استونی بود.
وی در مسابقات دهگانه بازی‌های المپیک تابستانی ۱۹۲۴ شرکت کرده و در رده بیست و یکم قرار گرفته بود.
در سال ۱۹۴۴، در طول جنگ جهانی دوم، راهن به آلمان گریخت و سپس در سال ۱۹۴۷ به استرالیا مهاجرت کرد و در آنجا به عنوان مربی ورزشی مشغول به کار شد.